# أبوسوم ضئيل قاتم
أبوسوم ضئيل قاتم (الاسم العلمي:Marmosops fuscatus)، هو نوع من الأبوسوم يتواجد في كولومبيا، ترينيداد وتوباغو، و فنزويلا.